# Pendyala Harikrishna
Pendyala Harikrishna (Guntur, Andhra Pradesh, India; 10 de mayo de 1986) es un ajedrecista indio. Harikrishna se convirtió en el gran maestro más joven de la India al lograr el título el 12 de septiembre de 2001. A fecha de noviembre de 2015, estaba clasificado como el segundo mejor ajedrecista de la India (tras el excampeón mundial Viswanathan Anand) y el número 19 del mundo.

## Carrera ajedrecística
En noviembre de 2004,  ganó el campeonato mundial juvenil de ajedrez. En agosto de 2006, se hizo con el campeonato mundial juvenil de ajedrez aleatorio de Fischer, batiendo a Arkadij Naiditsch por 4½–3½ en la final.
Desde principios de 2012, Harikrishna juega como primer tablero para club ajedrecístico Eppingen de la Bundesliga de ajedrez, y  es jugador del club de ajedrez español Solvay desde 2007, también como primer tablero.  Harikrishna es también el primer tablero del BPCL A, que ganó el PSPB Inter-Unit indio en 2010 y 2011. En competiciones de selecciones, Harikrishna ha representado al equipo indio en seis Olimpiadas de ajedrez desde el 2000.
En mayo de 2011,  ganó el Campeonato de Asia de ajedrez. En enero de 2012  ganó grupo B del Torneo Corus de ajedrez.  Este resultado le clasificó para participar en el grupo A en 2013, considerado como uno de los torneos de más nivel de la temporada.
Como debutante en grupo A del Torneo Corus en enero de 2013, Harikrishna terminó en la primera mitad (7.º puesto) y logró una puntuación Elo por encima de 2700.
En agosto de 2013  ganó el Festival de Ajedrez de Biel  (torneo abierto de maestros) con 8½/11 y el Torneo Rápido de Biel con 7½/9.
En junio de 2015, venció en el 10.º Festival Internacional de Ajedrez de Edmonton con una puntuación de 7½/9 (+6, -0, =3), con un inicio de 5/5.
Fuera del ámbito ajedrecístico, Harikrishna trabaja en ciencias políticas, sociología y administración pública en la Universidad Abierta de Andhra Pradesh.
Es también empleado de Bharat Petroleum en Hyderabad desde junio de 2010.

## Resultados de equipo
Harikrishna ha representado a la India en siete Olimpiadas de ajedrez, debutando a los 14 años y 5 meses durante la Olimpiada de ajedrez de 2000 en Estambul, con los siguientes resultados:
| Olimpiada            | Resultado individual | Resultado de equipo |
| -------------------- | -------------------- | ------------------- |
| Estambul 2000        | 6½/11 (27.º)         | 8.º                 |
| Bled 2002            | 3½/10 (102.º)        | 29.º                |
| Calviá 2004          | 5½/11 (62.º)         | 6.º                 |
| Turin 2006           | 8/12 (14.º)          | 30.º                |
| Dresde 2008          | 6/10 (13.º)          | 16.º                |
| Khanty-Mansiysk 2010 | 6/10 (19.º)          | 18.º                |
| Estambul 2012        | 5½/10 (12.º)         | 35.º                |

### Otros resultados de equipo
- Triple campeón de la Bundesliga en 2007, 2008 y 2009 con club Baden-Baden.
- Medalla de plata con el Baden-Baden en 2008 en Copa de Europa de ajedrez de clubes, Kallithea, Grecia.[13]
- Campeón de la liga griega en 2008 y medalla de bronce en 2013 con el Kavala.[14]
- Bronce en la liga rusa en 2008 con el Elara.[15]
- Plata en la liga española de 2006 con el Cuna de Dragones.
- Campeón de Bosnia y Herzegovina con el Bosna en 2009.
- Campeón de la liga china en 2008/09 con el Shanghái.
- Copa de las Naciones asiática de 2012, Zaozhuang, Shandong, China, medalla de plata con equipo indio, y medalla de plata individual en tablero 4 en ajedrez relámpago.[16][17]
- Campeonato de España de ajedrez por equipos, noviembre de 2012, León, España, como miembro del Solvay, con 4½/7 puntos en el primer tablero. El equipo finalizó segundo y clasificado para la Copa de Europa de clubes.[18][19]
- Bronce con el Club Ajedrecístico Kavala en el Campeonato por equipos griego de 2014  y plata en la Copa de Grecia de 2014.[20][21]
- Campeón de la Super Liga turca de 2014 con el Universidad Técnica de Estambul.[22]
- Medalla de plata con el G-Team Novy Bor checo y medalla de oro individual en el 3.º tablero en la Copa de Europa de clubes de 2014 en Bilbao, España.[23][24]